# Klenovica
Klenovica egy kis halászfalu Horvátországban, Tengermellék-Hegyvidék megyében. Közigazgatásilag Novi Vinodolskihoz tartozik.

## Története

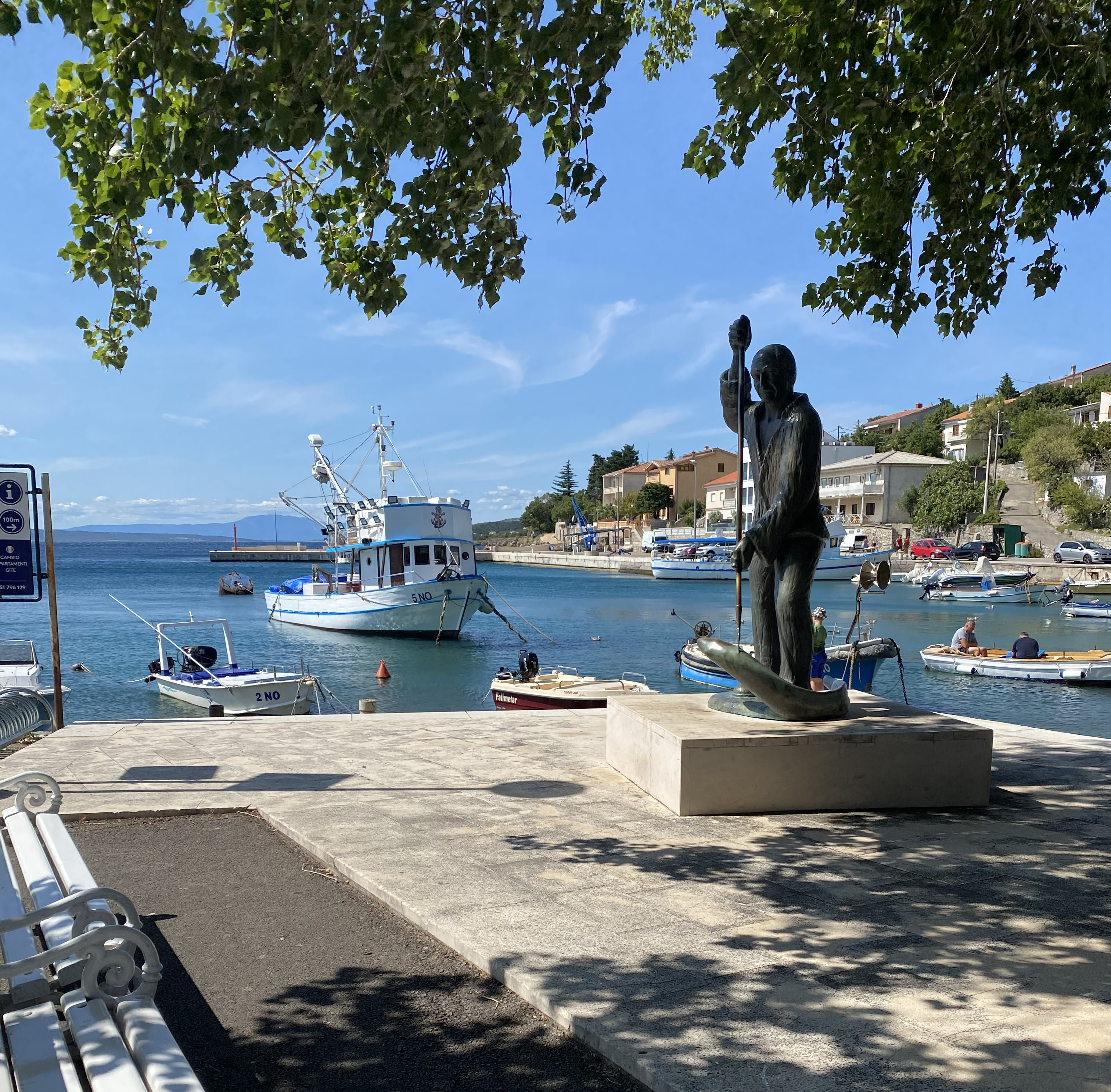
Szobor a kikötőben

Ez a terület a 13. századtól a Frangepánok ledenicei uradalmához tartozott. A mai Klenovica a 17. század végén betelepített Cvitkovići, Kalanji és  Miletići, valamint az először már 1455-ben a Velika draga öbölben állt malmairól említett Žrnovnica nevű kis falvakból alakult ki. A malmok a valószínűleg montenegrói származású Ježić család tulajdonában álltak, amelynek kereskedelmi hajói is voltak. A hajók Novi, Zengg és Fiume kikötőiből fuvaroztak árukat. Žvornicánál több forrás is található. Ez a terület korábban a zenggi Szent Ilona kolostor birtobában volt, majd később a zenggi uszkók Daničić család volt a birtokosa. Nem tudni pontosan, hogy mikor lett a Ježić családé. A 17. században a Novi-Zengg út mellé a ledenicei uradalom területére új telepesek érkeztek és létrehozták Cvitkovići, Kalanji és  Miletići falvakat. Cvitkovici lakói kizárólag halászattal, míg Kalanji és Miletići lakói főként kőművességgel és más építőipari munkákkal foglalkoztak. Žrnovnicán posta is működött, mely egyúttal Ledenice és Krmpote (a Klenovica és Sibinj között fekvő mintegy tíz kilométeres partmenti terület) vidékét is ellátta.
Klenovicának 1857-ben 173, 1910-ben 219 lakosa volt. 1920-ig Modrus-Fiume vármegye Novi járásához tartozott. 1928-ban Juraj Cvitković házában megnyílt a település első alapiskolája, amely 1935-ig az új iskolaépület felépüléséig működött itt. Működése 1973-ban szűnt meg. A falunak 2011-ben 319 lakosa volt. Lakói ma már főként a turizmusból élnek, de a régi halászmesterségnek is vannak még folytatói. A kis kikötőben régi fából készült hajók találhatók, melyek még mindig használatban vannak. A turizmus fejlődésnek köszönhetően a település vízvezetéket is kapott.

## Lakosság
| Lakosság változása | Lakosság változása | Lakosság változása | Lakosság változása | Lakosság változása | Lakosság változása | Lakosság változása | Lakosság változása | Lakosság változása | Lakosság változása | Lakosság változása | Lakosság változása | Lakosság változása | Lakosság változása | Lakosság változása | Lakosság változása |
| ------------------ | ------------------ | ------------------ | ------------------ | ------------------ | ------------------ | ------------------ | ------------------ | ------------------ | ------------------ | ------------------ | ------------------ | ------------------ | ------------------ | ------------------ | ------------------ |
| 1857               | 1869               | 1880               | 1890               | 1900               | 1910               | 1921               | 1931               | 1948               | 1953               | 1961               | 1971               | 1981               | 1991               | 2001               | 2011               |
| 173                | 0                  | 180                | 197                | 222                | 219                | 208                | 186                | 208                | 185                | 204                | 221                | 242                | 309                | 352                | 319                |

Klenovicának manapág körülbelül 400 lakosa van, de ez a szám a nyári szezonban megugrik, amikor turisták érkeznek a településre a világ minden tájáról.

## Nevezetességei

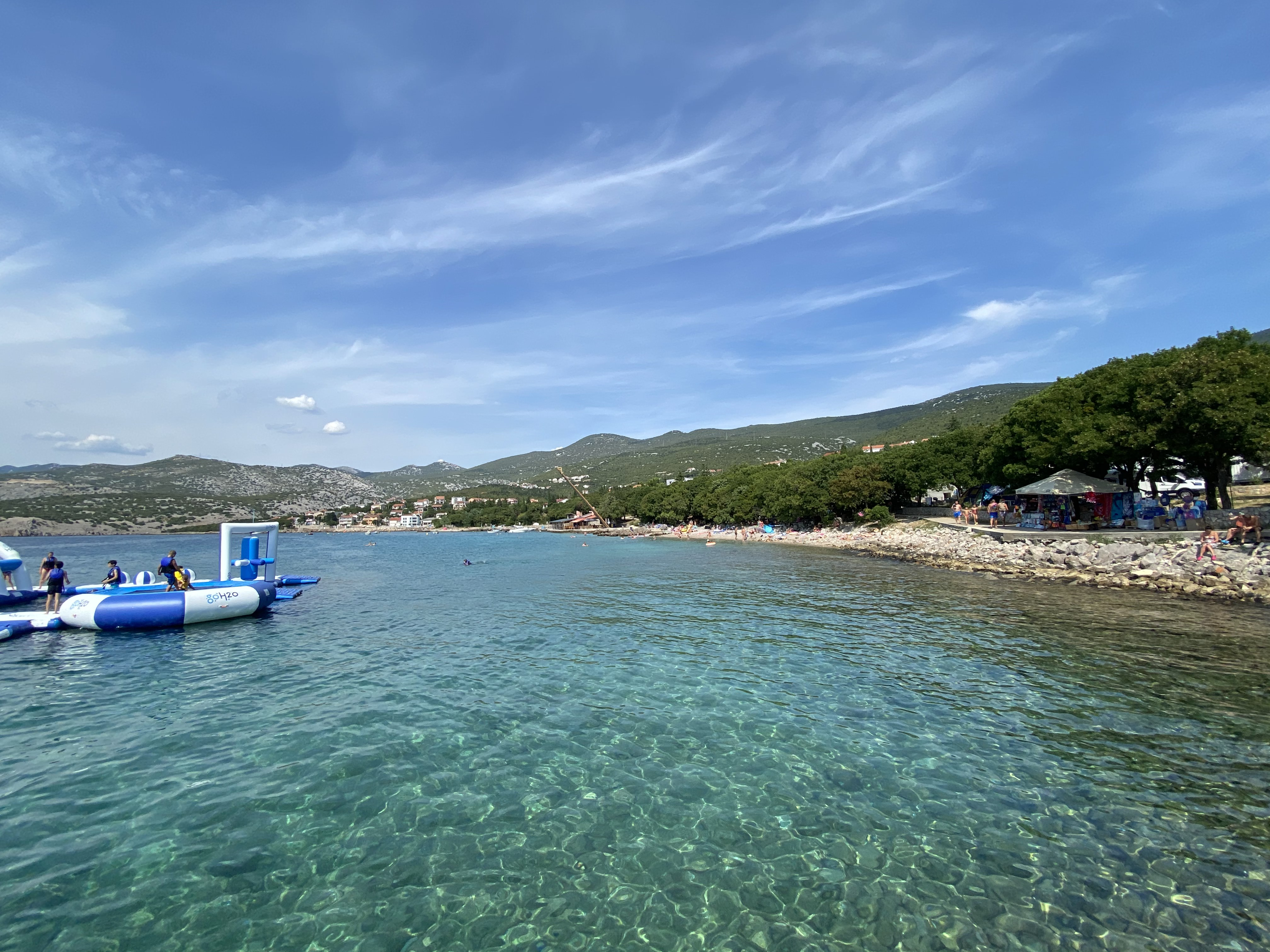
Klenovicai strand

A múltban Klenovica lakosságának megélhetése teljes mértékben a tengertől függött. A helyi halászhagyományoknak állít emléket a kikötőben található halász szobra.
Napjainkban a falu békés és kedves turisztikai üdülőhelyként ismert, hosszú strandjaival és gyönyörű tájaival ideális hely a kikapcsolódásra, különösen a családok kedvelt nyaralóhelye. Klenovica strandja kavicsos és részben sziklás. Mivel Klenovica egy kis halászfalu, a tengertől legtávolabbi szállás is csak pár perc sétára van a strandtól. Különböző szálláshelyek -hotel, apartmanok, kemping- várják az idelátogatókat. Klenovica több étteremmel, pizzériával, bárral, üzlettel rendelkezik, de üzemanyagtöltő-állomás, és posta is található a településen.
Antiochiai Szent Margit tiszteletére szentelt modern temploma a ledenicei plébánia filiája.

## Fekvése

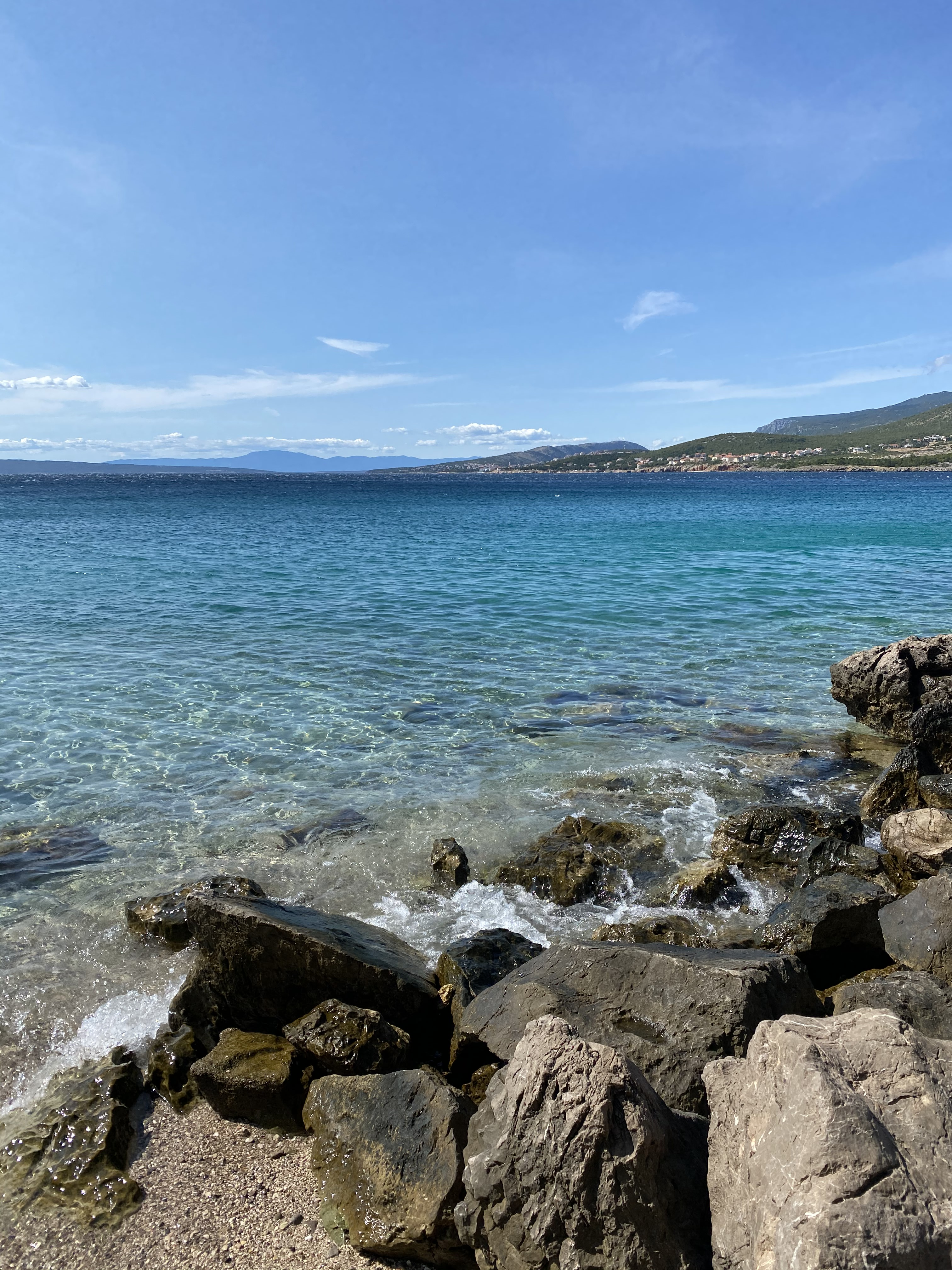

A horvát tengerpart északi részének közepén, Novi Vinodolskitól 6 km-re délkeletre, a tengerparton fekszik. Klenovicát erdővel és szürke sziklaképződményekkel tarkított hegyek (melyek a Mala Kapela részei) és az Adriai-tenger határolja. Klenovica egy olyan hely, ahol élvezheti a tiszta tengert, a meleg klímát és a környező Velebit hegyről érkező enyhe tengeri szellőt. Mivel a falu a Vinodolski szélcsatornában van, ezért gyakoriak az erős széllökések is.

## Gasztronómia
Klenovica különlegessége a tengerben található édesvíz forrásai. Az édesvíz és a sós víz keveredése kedvez a növény- és állatvilág fejlődésének, ezért ezen a területen rengeteg a hal. A falu gasztronómiai kínálata a tengerparti és a Velebit hegyvidéki hagyományok ötvözetéből alakult ki. Az éttermek igyekeznek életben tartani a falu gazdag halászmúltjának szellemét. A legfontosabb éttermek a közvetlenül a kikötőben található "Pod Orajom", amely halételeket kínál, valamint az "Adriatic", a "Školjić", a "Konoba Navigare", a "Stella Maris" és a "Filipo" pizzéria.